# 駱統
駱 統（らく とう）は、中国の後漢末期、及び三国時代の呉の武将。字は公緒。揚州会稽郡烏傷県の人。父は駱俊。子は駱秀。

## 生涯
父は陳国の相に昇進し、陳愍王劉寵（明帝の後裔）に仕えたが、建安2年（197年）に陳国に侵攻した袁術によって劉寵とともに殺害された。
生母は駱統が8歳の時、当時孫権に仕えていた華歆の側室となっていった。華歆が曹操の元に赴いた時、駱統は生母と別れて、父の正室である嫡母と食客たちを引き連れ、故郷に帰ることになった。駱統の生母がこれを見送ったが、駱統は二度と振り返ることはなかった。
故郷では飢饉に苦しめられたが、駱統は自分の食事を減らしてまで、嫡母や後家となっていた姉によく仕えた。
20歳の時に、曹操の上奏によって会稽太守となった孫権に仕えた。孫権は駱統の行政手腕を見るため、彼を烏程県の相に任命した。駱統は、ここで優れた行政手腕を発揮し功を挙げたため、喜んだ孫権から功曹に任じられ、騎都尉とされた。さらに、孫権の従兄の孫輔の娘を娶る事まで許されるほど信頼された。
駱統が数十もの上書を行ない、孫権の施策を是正することに務めたため、孫権もこの意見を受け入れた。建忠中郎将となり、弓兵三千人を率いた。凌統が亡くなると、その軍勢の指揮を任された。この頃に伝染病が流行すると、駱統は民衆が疲弊するのを見て憂い、上疏を行なって孫権を感嘆させた。
黄武元年（222年）に蜀漢の劉備が侵攻してきた時、陸遜に従ってこれを破るという功績を挙げ、偏将軍となった。同年、魏の曹丕が濡須に攻め寄せてきた時に、曹仁が部将の常雕に命じて川の中洲を攻撃してきたが、駱統はこれを厳圭と共に撃退した。この功績により、新陽亭侯に任じられた。
その後、濡須督として防衛を任されるなど、軍事面でも孫権から厚い信任を受け、重用された。なお、凌統が亡くなるとその軍勢を受け継いだ。
黄武7年（228年）、36歳で病死した。子の駱秀は孫休に仕えて司塩校尉となったが、264年7月に海賊によって殺害された。

## 三国志演義
小説『三国志演義』では、孫権が呉の国主になったときに配下となったの一人として名があがる。赤壁戦に際し、建業を訪れた諸葛亮と言い争うが、黄蓋に阻止されている。